# Tritneptis klugii
Tritneptis klugii är en stekelart som först beskrevs av Julius Theodor Christian Ratzeburg 1844.  Tritneptis klugii ingår i släktet Tritneptis och familjen puppglanssteklar. Arten är reproducerande i Sverige. Inga underarter finns listade i Catalogue of Life.